# Проба Реберга — Тареева
Проба Реберга — Тареева (определение скорости клубочковой фильтрации по клиренсу эндогенного креатинина, скорость клубочковой фильтрации (СКФ), англ. glomerular filtration rate (GFR)) — метод, с помощью которого оценивают выделительную способность почек, определяя скорость клубочковой фильтрации (мл/мин) и канальцевой реабсорбции (%) по клиренсу эндогенного креатинина крови и мочи. Проба Реберга — Тареева относится к геморенальным пробам и используется для дифференциальной диагностики функционального и тканевого поражения почек.

## История
В 1926 году датским физиологом Паулем Ребергом (Poul Kristian Brandt Rehberg) (1895—1989) предложен метод исследования скорости клубочковой фильтрации по клиренсу экзогенного креатинина почками. Однако, предложенный метод при практическом применении создавал определённые трудности, связанные с необходимостью внутривенного введения креатинина извне. Тем не менее, дальнейшее развитие науки установило, что концентрация креатинина в плазме крови является практически постоянной величиной и не подвергается существенным колебаниям. Опираясь на данное открытие, в 1936 году советский терапевт Е. М. Тареев (1895—1986) усовершенствовал метод Реберга, предложив определять скорость клубочковой фильтрации по клиренсу эндогенного («собственного») креатинина. Таким образом, исследуя концентрацию эндогенного креатинина в плазме крови и отказавшись от внутривенного введения (экзогенного) креатинина, Тареев значительно упростил существовавшую ранее методику. В этой связи, в научных кругах данный метод именуют пробой Реберга — Тареева.

## Характеристика метода
Определение скорости клубочковой фильтрации (в мл/мин) и канальцевой реабсобции (в %) почек осуществляется по клиренсу эндогенного креатинина плазмы крови и мочи с учётом объёма выделенной жидкости (в единицу времени).

## Показания
Диагностика заболеваний паренхимы почек, приводящих к снижению скорости клубочковой фильтрации (идиопатический острый и хронический гломерулонефрит, пиелонефрит, амилоидоз почек, нефротический синдром, вторичные гломерулонефриты, диабетическая нефропатия и другие), а также определение стадии, течения и скорости прогрессирования почечной недостаточности).
Варианты проведения:
Для проведения пробы берут на исследование кровь и мочу. Основным и немаловажным условием проведения успешного исследования по данному методу является строгий учёт времени, в течение которого собирают мочу. В настоящее время возможны три варианта выполнения этой процедуры:
1. Первый, наиболее часто применяемый в клинической практике, является наиболее информативным: мочу собирают в виде двух часовых порций, в каждой из которых определяют минутный диурез и концентрацию креатинина, получая два показателя скорости клубочковой фильтрации.
2. Второй вариант используется реже: средний клиренс эндогенного креатинина определяют в суточном количестве мочи.
3. Третий вариант, который в основном используют в научных целях для исследования суточного ритма клубочковой фильтрации: моча собирается в две (например, с 8 часов до 20 часов и с 20 часов до 8 часов) или более порции раздельно за дневной и ночной промежуток времени.

Во всех трёх вариантах кровь из вены для определения концентрации креатинина в плазме берут однократно (утром натощак), так как уровень креатинина на протяжении суток практически не изменяется.

## Методика подсчёта
Метод подсчёта: СКФ = (up х Vn) / (Ср х Т), где Vn — объём мочи за данное время, Ср — концентрация креатинина в плазме (сыворотке), up — концентрация креатинина в моче, Т — время сбора мочи в мин. 
Скорость клубочковой фильтрации имеет следующие поло-возрастные нормы:

### Референсные показатели СКФ (мл/мин)
| Возраст       | Мужчины | Женщины |
| Младше 1 года | 65—100  | 65—100  |
| 1—30 лет      | 88—146  | 81—134  |
| 30—40 лет     | 82—140  | 75—128  |
| 40—50 лет     | 75—133  | 69—122  |
| 50—60 лет     | 68—126  | 64—116  |
| 60—70 лет     | 61—120  | 58—110  |
| Старше 70 лет | 55—113  |         |

## Интерпретация
Исследование позволяет оценить массу действующих нефронов; определить течение и прогноз вышеупомянутых заболеваний, а также состояние почек после пересадки и так далее. Повышение скорости клубочковой фильтрации (СКФ) может наблюдаться при нефротическом синдроме, а также на ранней стадии сахарного диабета и гипертонической болезни. Снижение СКФ свидетельствует о почечной недостаточности. При компенсированной почечной недостаточности значение СКФ находится в пределах 50—30 мл/мин, при субкомпенсированной — 30—15 мл/мин, при декомпенсированной — менее 15 мл/мин.